# Radio Nacional Argentina
Radio Nacional es una cadena de radio publica argentina. Es propiedad de la empresa Radio y Televisión Argentina S.A. y operada por la Secretaría de Medios y Comunicación Pública. Está compuesta por 57 emisoras que se distribuyen por todo el país.
Los programas de radio se centran en noticias nacionales, la cultura y la historia, entre otras cosas. La emisión de música incluye todo tipo de canciones argentinas (principalmente folklore, tango y rock argentino). Aparte de los principales programas de noticias y espectáculos culturales, LRA también transmite los partidos de fútbol nacionales y la participación de otros atletas argentinos en eventos como los Juegos Olímpicos o la Copa Mundial de la FIFA.

## Historia

### Previa

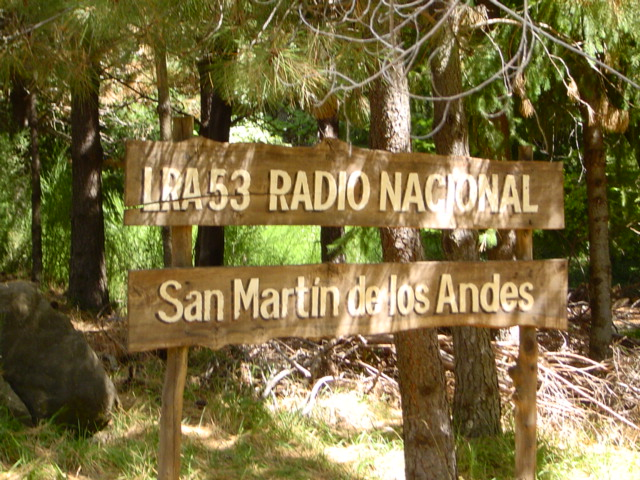
Cartel de LRA53 Radio Nacional San Martín de los Andes.

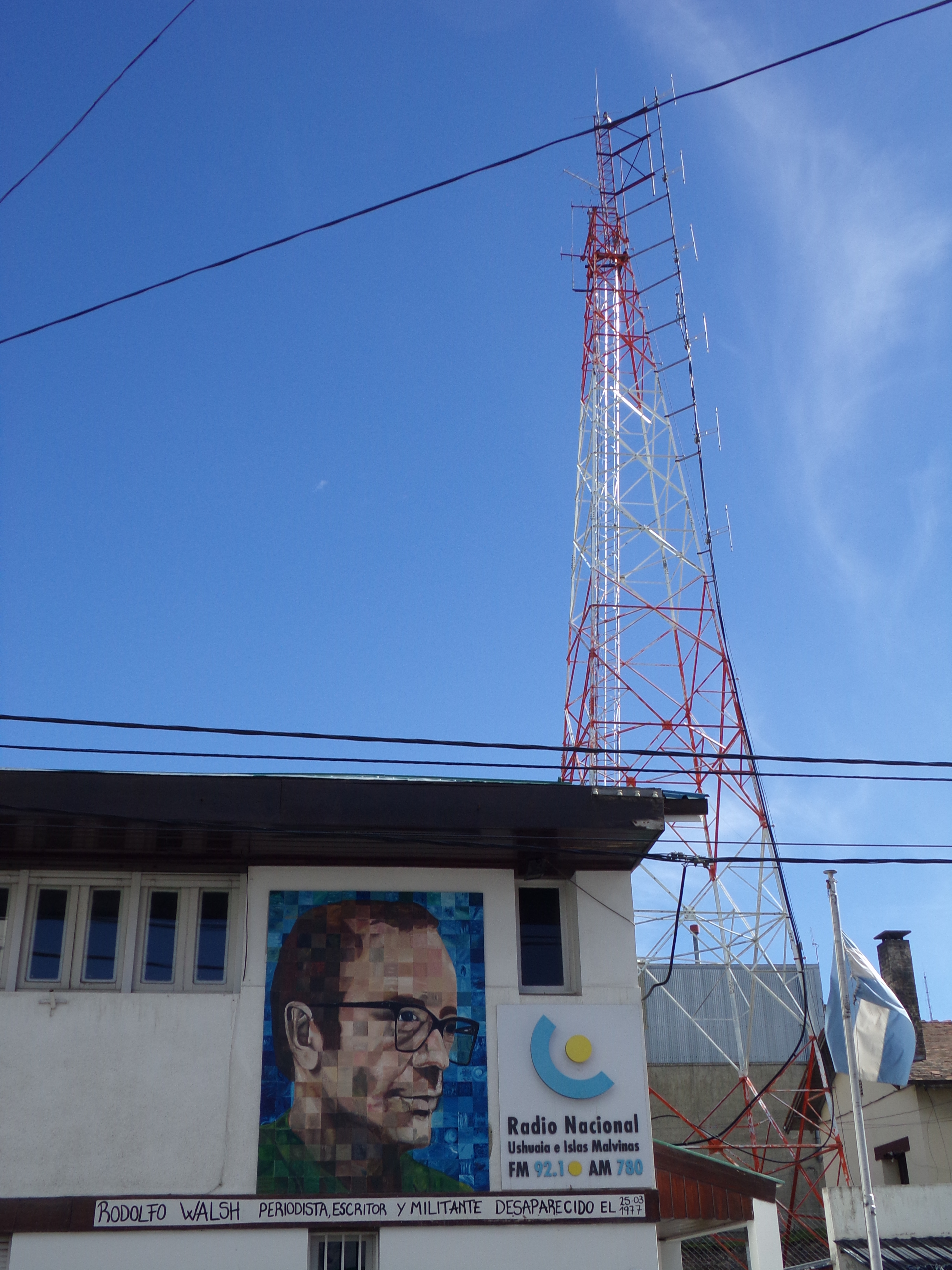
Estudios y planta transmisora de LRA10 Radio Nacional Ushuaia e Islas Malvinas.

La primera transmisión radial en la Argentina fue en 1920. Esto dio lugar a la primera emisora del país, Radio Argentina, de Enrique Susini, César Guerrico, Miguel Mujica, Luis Romero e Ignacio Gómez conocidos como “Los locos de la azotea”. Hasta ese momento era la única radio, cuando a finales de 1922 surgió LOZ Radio Sud América. 
También en 1922 comienza a escucharse LOX Radio Cultura, autorizada a emitir mensajes publicitarios. De ese modo se convirtió en la primera radio comercial del país. El ejemplo, fue rápidamente imitado por los radiodifusores estadounidenses.

### Orígenes
Las transmisiones el 6 de julio de 1937 comenzaron como LRA Estación de Radiodifusión del Estado (LRA 1). Comenzaron a las 18:45 con siete horas de transmisión diarias. El primer director fue Roberto Dupuy de Lôme Moreno, quien ejerció el cargo durante la presidencia de Agustín P. Justo.

### Década de 1940
En Radio Nacional comenzó un ciclo llamado La escuela del Aire, que se emitía en tres idiomas: español, italiano e inglés. También comenzó a transmitirse el programa de Relaciones Exteriores, con audios y noticias destinadas a los países limítrofes y el resto de la región.

### Década de 1950
El 9 de julio de 1950 con la primera transmisión de El teatro de la humanidad, fue el inicio de una nueva etapa en el género radioteatral. Además, el intento de utilizar la radio como herramienta para obtener una mejor calidad de vida se manifestaba con programas cuyos títulos fueron: Alimentos sugeridos para un escolar entre 10 y 4 años; El desayuno adecuado para un escolar y Las preparaciones de leche más adecuadas para un escolar.
En 1953, el Congreso Nacional sancionó la Ley 14.241, siendo la primera Ley de Radiodifusión de la historia argentina.
En 1957 la estación cambió definitivamente su nombre al actual.

### Década de 1960
En la década de 1960, se pone en marcha la transmisión de grabaciones "fonoeléctricas o magnetofónicas en alta fidelidad", que en carácter experimental se reproducía en distintos horarios. También, se comienza a realizar un activo intercambio con otras radiodifusoras públicas internacionales. En la programación tienen espacio reservado realizaciones procedentes de la NHK de Japón, de la discoteca de la Radio Televisión Francesa, audiciones de la Radio y Televisión Italiana, de Radio Canadá y de la radio de la Universidad Nacional Autónoma de México, entre otras.

### Década de 1970
En esa década, LRA cubría las acciones de gobierno y, los generales de la época, Roberto Levingston, Alejandro Lanusse y Juan Domingo Perón hablaban en discursos y conferencias de prensa que fueron transmitidos por la cadena nacional. En el año de la copa mundial de Fútbol realizada en la Argentina de 1978, Radio Nacional no transmitió los partidos, pero su control central tomaba una señal de onda corta y la retransmitía por su sistema al exterior.

### Década de 1980
Durante la Guerra de Malvinas de 1982, Radio Nacional inició su transmisión desde Puerto Argentino el 4 de abril de ese año con la voz del locutor nacional, Norman Carlos Powell, la colaboración del operador Fernando Héctor Péndola y bajo la dirección del ingeniero en sonido, Ernesto Manuel Dalmau. Pocos días después comenzaría la emisión de LU 78 Canal 7 Islas Malvinas con el técnico Eduardo Oderigo. Estas emisiones locales en inglés y castellano, y sirvieron para difundir noticias, servicios, música clásica y folklore nacional. En 1989 la radio fue reconocida con una Mención Especial de los Premios Konex por su aporte a la Música Clásica en la Argentina.

### Décadas de 1990, 2000 y 2010

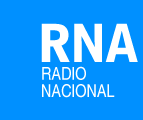
Logo en 2006.

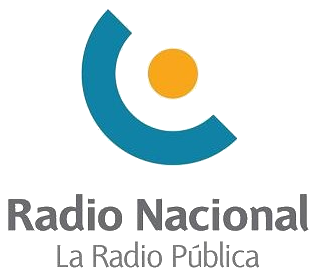
Logo hasta 2016.

En noviembre de 1999, el Congreso Nacional aprobó la ley N.º 25.208 que creaba un multimedio estatal que aglutinaría a ATC, Radio Nacional y RAE. La ley fijaba el control y la supervisión de la empresa Radio y Televisión Argentina por una comisión bicameral del Congreso. La ley fue vetada apenas asumió el nuevo gobierno de Fernando De la Rúa. Finalmente, desde 2001 forma parte junto a Canal 7 TV Pública del Sistema Nacional de Medios Públicos, actualmente Radio y Televisión Argentina. El portal de Internet funciona desde el año 2008. Desde entonces las 59 emisoras que integran la Radio Pública en toda Argentina son retransmitidas a través de Internet.
Desde julio de 2013, Radio Nacional Río Grande emite un boletín informativo diario (lunes a viernes después de la medianoche) en idioma inglés destinado a los habitantes británicos de las Islas Malvinas, llamado Argentine News Bulletin y Encuentro Malvinas, aprovechando que la cobertura de la emisora llega al archipiélago por la potencia de 25 kilovatios. El micro es preparado en Buenos Aires, a través de los locutores y equipo de la programación en inglés de la Radiodifusión Argentina al Exterior (RAE), y editado en Río Grande.
En enero de 2016, Daniel Tognetti afirmó que las autoridades de la radio prohibieron que en los informativos se hablara de la ola de despidos en la administración pública. Semanas después al conmemorarse los 40 años del golpe de Estado de 1976, según el dirigente sindical, Carlos Saglul, el subgerente de noticias, Marcelo Marino, prohibió utilizar la expresión dictadura cívico militar en lugar de dictadura militar. También la nueva directora Ana Gerschenson, quien reemplazó a María Seoane, admitió que habían revisado comentarios hechos por los periodistas en redes sociales para cesarlos.

### Década del 2020
Bajo la gestión de Alejandro Pont Lezica, gran parte de las filiales vuelven a producir programación local tras el modelo de gestión de 2016 a 2019 que consistía en retransmitir la programación de LRA1.
También se hace enfoque en los nomenajes en el nombre de parte de sus filiales; LRA15 recuperó su denominación como Nacional Mercedes Sosa después de que en su anterior gestión retiraran la misma tras la decisión tomada en 2010, en el 2021 se le denomina Nacional Quino a LRA6 y 1 año después, LRA5 pasa a ser Nacional Fontanarrosa. En 2023, LRA29 fue Bautizada como Nacional Pancha Hernández, LRA22 pasa a llamarse Nacional Cafrune, LRA30 pasa a ser Nacional Jose Balseiro y LRA4 es renombrada como Macacha Güemes.
En noviembre de 2021, LRA24 pone en marcha un nuevo transmisor con el que llega a gran parte de la Antártida, las Islas Malvinas e Islas del Atlántico Sur. Esto marca un hito ya que la emisora pasa a tener una cobertura bicontinental.
En diciembre de 2023 asume como presidente Javier Milei quien a través de un decreto de necesidad y urgencia anuncia la transformación de todas las empresas del Estado en sociedades anónimas para su posterior privatización, convirtiéndose RTA en sociedad anónima y la radio nacional en una estación perteneciente a la misma empresa.

## Organización
Radio Nacional es también la encargada del sistema de Radiodifusión Argentina al Exterior. La radio cabecera del sistema de transmisión nacional es LRA1 Buenos Aires. A su vez, hay otras emisoras en todo el país que repiten la programación y que también poseen programas propios.
Esta radio es la cabecera del Sistema Nacional de Emisoras, dispone, durante las 24 horas de una síntesis de la actividad argentina y pone el acento en la ponderación federalista de la comunicación. Sus cuatro informativos para y desde toda la Argentina reúnen paisajes y cultura con la actualidad.

## Sede
LRA Radio Nacional opera en Buenos Aires desde el edificio de la calle Maipú 555, en el microcentro de la ciudad. El inmueble fue construido especialmente para Radio El Mundo en 1935, y también alojaría más tarde a Radio Mitre, Radio Excelsior, Radio Splendid y Radio Antártida. En la actualidad, Radio Nacional lo comparte con Nacional Folklórica, Nacional Rock, Nacional Clásica y RAE.

## Emisoras
Radio Nacional posee 57 emisoras en toda la República Argentina:
| LRA 1   | 870 (AM)             | Ciudad de Buenos Aires                             |
| LRA 2   | 1150 (AM)/93.5 (FM)  | Viedma, Río Negro                                  |
| LRA 3   | 730 (AM)/95.9 (FM)   | Santa Rosa, La Pampa                               |
| LRA 4   | 690 (AM)/102.7 (FM)  | Salta, Salta                                       |
| LRA 5   | 1300 (AM)/104.5 (FM) | Rosario, Santa Fe                                  |
| LRA 6   | 960 (AM)/97.1 (FM)   | Ciudad de Mendoza, Mendoza                         |
| LRA 7   | 750 (AM)/100.1 (FM)  | Ciudad de Córdoba, Córdoba                         |
| LRA 8   | 820 (AM)/94.1 (FM)   | Ciudad de Formosa, Formosa                         |
| LRA 9   | 560 (AM)/88.7 (FM)   | Esquel, Chubut                                     |
| LRA 10  | 780 (AM)/92.1 (FM)   | Ushuaia e Islas Malvinas, Tierra del Fuego         |
| LRA 11  | 670 (AM)/94.7 (FM)   | Comodoro Rivadavia, Chubut                         |
| LRA 12  | 780 (AM)/100.5 (FM)  | Santo Tomé, Corrientes                             |
| LRA 13  | 560 (AM)/99.3 (FM)   | Bahía Blanca, Buenos Aires                         |
| LRA 14  | 540 (AM)/102.9 (FM)  | Ciudad de Santa Fe, Santa Fe                       |
| LRA 15  | 1190 (AM)/98.7 (FM)  | San Miguel de Tucumán, Tucumán                     |
| LRA 16  | 560 (AM)/92.5 (FM)   | La Quiaca, Jujuy                                   |
| LRA 17  | 710 (AM)/93.9 (FM)   | Zapala, Neuquén                                    |
| LRA 18  | 620 (AM)/90.3 (FM)   | Río Turbio, Santa Cruz                             |
| LRA 19  | 710 (AM)/99.1 (FM)   | Puerto Iguazú, Misiones                            |
| LRA 20  | 1270 (AM)/99.5 (FM)  | Las Lomitas, Formosa                               |
| LRA 21  | 1130 (AM)/98.5 (FM)  | Ciudad de Santiago del Estero, Santiago del Estero |
| LRA 22  | 790 (AM)/94.1 (FM)   | San Salvador de Jujuy, Jujuy                       |
| LRA 23  | 910 (AM)/101.9 (FM)  | Ciudad de San Juan, San Juan                       |
| LRA 24  | 640 (AM)/88.1 (FM)   | Río Grande, Tierra del Fuego                       |
| LRA 25  | 540 (AM)/92.3 (FM)   | Tartagal, Salta                                    |
| LRA 26  | 620 (AM)/94.1 (FM)   | Resistencia, Chaco                                 |
| LRA 27  | 730 (AM)/103.3 (FM)  | San Fernando del Valle de Catamarca, Catamarca     |
| LRA 28  | 620 (AM)/102.5 (FM)  | Ciudad de La Rioja, La Rioja                       |
| LRA 29  | 1170 (AM)/96.7 (FM)  | Ciudad de San Luis, San Luis                       |
| LRA 30  | 590 (AM)/95.5 (FM)   | Bariloche, Río Negro                               |
| LRA 42  | 1310 (AM)/98.7 (FM)  | Gualeguaychú, Entre Ríos                           |
| LRA 51  | 1150 (AM)/102.7 (FM) | Jachal, San Juan                                   |
| LRA 52  | 670 (AM)/92.3 (FM)   | Chos Malal, Neuquén                                |
| LRA 53  | 1440 (AM)/92.5 (FM)  | San Martín de los Andes, Neuquén                   |
| LRA 54  | 1370 (AM)/93.5 (FM)  | Ingeniero Jacobacci, Río Negro                     |
| LRA 55  | 740 (AM)/93.5 (FM)   | Alto Río Senguer, Chubut                           |
| LRA 56  | 860 (AM)/93.5 (FM)   | Perito Moreno, Santa Cruz                          |
| LRA 57  | 1160 (AM)/92.3 (FM)  | El Bolsón, Río Negro                               |
| LRA 58  | 1020 (AM)/88.1 (FM)  | Río Mayo, Chubut                                   |
| LRA 59  | 720 (AM)/99.9 (FM)   | Gobernador Gregores, Santa Cruz                    |
| LRA 343 | 103.3 (FM)           | Ciudad de Neuquén, Neuquén                         |

| LRA 31 | 6060/9690/11710/15345 | General Pacheco, Buenos Aires       | Radiodifusión Argentina al Exterior |
| LRA 35 | 6060/9690/11710/15345 | General Pacheco, Buenos Aires       | Radiodifusión Argentina al Exterior |
| LRA 36 | 15476                 | Base Esperanza, Antártida Argentina | Radio Nacional Argentina            |

| LRA 337 | 93.7 (FM)           | Ciudad de Buenos Aires             | Radio Nacional Rock                   |
| LRA 338 | 96.7 (FM)           | Ciudad de Buenos Aires             | Radio Nacional Clásica                |
| LRA 339 | 98.7 (FM)           | Ciudad de Buenos Aires             | Radio Nacional Folklórica             |
| LT 11   | 1560 (AM)/92.9 (FM) | Concepción del Uruguay, Entre Ríos | Radio Nacional Concepción del Uruguay |
| LT 12   | 840 (AM)/92.7 (FM)  | Paso de los Libres, Corrientes     | Radio Nacional Paso de los Libres     |
| LT 14   | 1260 (AM)/93.1 (FM) | Paraná, Entre Ríos                 | Radio Nacional Paraná                 |
| LU 4    | 630 (AM)/101.7 (FM) | Comodoro Rivadavia, Chubut         | Radio Nacional Patagonia Argentina    |
| LU 23   | 730 (AM)/88.1 (FM)  | El Calafate, Santa Cruz            | Radio Nacional El Calafate            |
| LV 4    | 620 (AM)/97.3 (FM)  | San Rafael, Mendoza                | Radio Nacional San Rafael             |
| LV 8    | 780 (AM)/92.7 (FM)  | Ciudad de Mendoza, Mendoza         | Radio Nacional Libertador             |
| LV 19   | 790 (AM)/88.1 (FM)  | Malargüe, Mendoza                  | Radio Nacional Malargüe               |

| LRA 60 | 530 (AM) | Puerto Argentino/Stanley, Islas Malvinas | 1982 (guerra de las Malvinas) | En la actualidad, es la Falkland Islands Radio Service |